# Bega River
Der Bega River ist ein Fluss im Südosten des australischen Bundesstaates New South Wales.

## Geographie
Der Fluss entspringt bei Morans Crossing am Snowy Mountains Highway in der Kybeyan Range, einem Gebirgskette der Great Dividing Range, und fließt zunächst nach Südosten und Osten. Südlich von Bega wendet er seinen Lauf nach Norden, durchfließt die Stadt und biegt wieder nach Osten ab. Nördlich von Tathra mündet er in die Tasmansee.

### Nebenflüsse mit Mündungshöhen
- Bemboka River – 96 m
- Sandy Creek – 66 m
- Tantawangelo Creek – 54 m
- Wolumla Creek – 19 m
- Brogo River –  7 m[1]